# Tullner Tibor
Tullner Tibor (1924. szeptember 19. – 1993. július 13.) magyar labdarúgó, hátvéd.

## Pályafutása
1949 és 1954 között a Győri Vasas ETO labdarúgója volt, ahol két hetedik helyezés volt a legjobb eredménye a csapattal. Mindkétszer ezzel a vidék legjobb csapata lett a győri együttes. Az élvonalban 57 mérkőzésen szerepelt.

## Sikerei, díjai
- Magyar bajnokság
  - 7.: 1949–50, 1951